# Соло Надірваних Струн
Літерат́урно-мист́ецький проє́кт «Со́ло Наді́рваних Стру́н» — це, насамперед,  стверджений, із закладеним початком, прояв великої відданості,  любові та шани Україні, її народові та  принципам кодексу людяності.

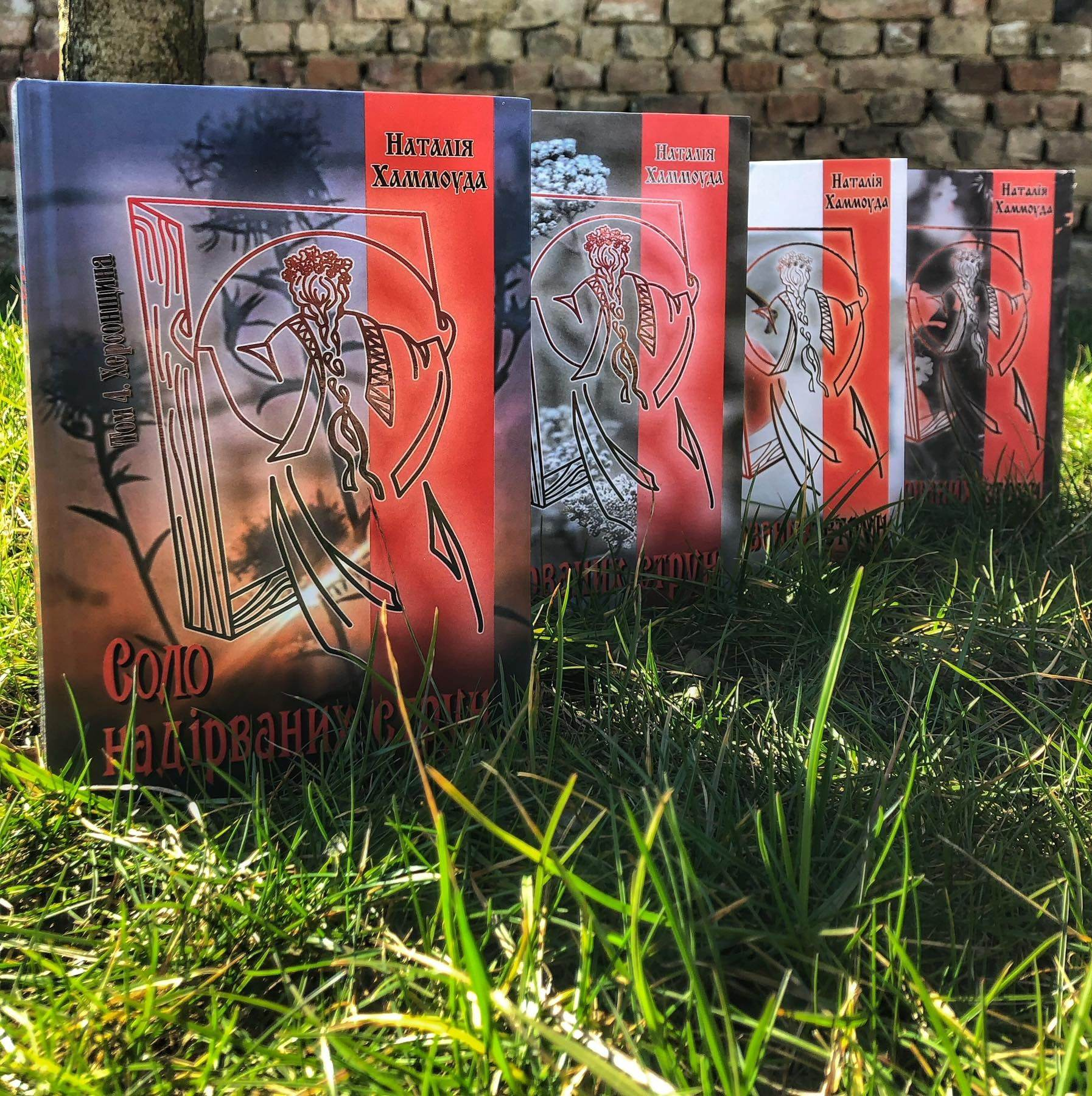
Соло надірваних струн (перші чотири томи)

У проєкті об'єднано безліч гілок творчості українських  митців. 
Основною є  письменницька - написання літописного,  багатотомного,  колекційного  видання новел про життя та кохання загиблих героїв України в російсько-українській війні (2014- ) та віршованих епіграфів. 
Наступні гілки - декоративно-ужиткова творчість, музичне мистецтво, плодами яких є  активна підтримка митців цих напрямків подарованими власними  тематичними доробками, які з часом займуть гідне місце у одному з музеїв України,  поруч із двадцятьма п'ятьма книгами, відповідними до кожної області нашої  єдиної та неподільної держави.

## Ідея та мета проєкту
Ідея написання багатотомника та розширення проєкту  з літературного до літературно-мистецького  виникла у творчої жінки з міста Чортків,  що на Тернопільщині Марії Дребіт, як наслідок Революції Гідності,  Майдану,  АТО, ОСС - російсько-української війни.
Мета - зберегти та увіковічнити для сучасників та майбутніх поколінь пам'ять про загиблих українських воїнів, як чоловіків так і жінок,  у боротьбі за волю, свободу та перемогу над окупантом.

## Структура та вміст
- 1 том. Львівщина.

Соло надірваних струн. Том.1. Львівщина: новели/ Наталія Хаммоуда. – Біла Церква: Час Змін Інформ, 2019. – 400 с. ISBN 978-617-7477-57-9
Цей том налічує тридцять одну новелу та тридцять один епіграф.
До кожної новели додане фото головних героїв.
До кожної новели долучено графічний малюнок.
У книзі є три передмови та одне післяслово.
Двадцять дев'ять новел приурочені загиблим героям  зі Львова та Львівщини  - Майданівцям, АТОвцям.
Одна новела,  яка слугує містком до наступної області, присвячена героєві з Київщини.
І остання, тридцять перша новела, повчальна, у якій авторка Наталія Хаммоуда  змальовує військові події, які базуються на реальних фактах та несе виховний момент доя читача.
- 2 том. Київщина.

Соло надірваних струн. Т-2. Київщина: новели/ Наталія Хаммоуда. – Біла Церква: Час Змін Інформ, 2020. – 416 с. ISBN 978-617-7477-78-4
Налічує тридцять одну новелу та тридцять один епіграф.
До кожної новели додане фото головних героїв.
До кожної новели долучено графічний малюнок.
У книзі є три передмови.
Двадцять дев'ять новел приурочені загиблим героям  із Києва та Київщини  - Майданівцям, АТОвцям.
Одна новела,  яка слугує містком до наступної області, присвячена героєві з Луганщини.
Остання, тридцять перша новела, повчальна, у якій авторка Наталія Хаммоуда  змальовує військові події, які базуються на реальних фактах та несуть виховний момент для читача.
- 3 том. Луганщина.

Соло надірваних струн. Т-3. Луганщина: новели/ Наталія Хаммоуда. – м.Київ, "Український пріоритет", 2022. – 352 с. ISBN 978-617-7899-79-1
Налічує двадцять шість новел та двадцять шість епіграфів.
До кожної новели додане фото головних героїв.
До кожної новели долучено графічний малюнок.
У книзі є дві передмови.
Двадцять чотири новели приурочені загиблим героям  із Луганщини - Майданівцям, АТОвцям.
Одна новела,  яка слугує містком до наступної області, присвячена героєві з Хенсонщини.
Остання, двадцять шоста новела, повчальна, у якій авторка Наталія Хаммоуда  змальовує військові події, які базуються на реальних фактах та несуть виховний момент для читача.
В третьому томі новел в перших літерах кожного епіграфа зашифрована третя фраза вірша, який буде об'єднувати це колекційне  видання.
- 4 том. Херсонщина.

Соло надірваних струн. Т-4. Херсонщина: новели/ Наталія Хаммоуда. – м.Київ, "Український пріоритет", 2023. – 360 с. ISBN 978-617-7899-97-5
Налічує двадцять дев'ять новел та двадцять дев'ять  епіграфів.
До кожної новели додане фото головних героїв.
До кожної новели долучено графічний малюнок.
У книзі є дві передмови.
Двадцять сім новел приурочені загиблим героям  із Херсонщини — Майданівцям, АТОвцям.
Одна новела, яка слугує містком до наступної області, присвячена героєві з Вінниччини.
Остання, двадцять дев'ята  новела, повчальна, у якій авторка Наталія Хаммоуда змальовує військові події, які базуються на реальних фактах та несуть виховний момент для читача.
В четвертому томі новел в перших літерах кожного епіграфа зашифрована четверта фраза вірша, який буде об'єднувати це колекційне  видання.

## Автори
Засновниця проєкту та авторка епіграфів і зашифрованого у них вірша Марія Дребіт. 
Наталія Хаммоуда — українська письменниця, уродженка с. Кошилівці, що на Тернопільщині. 
Громадська діячка та активістка. Проживає в Італії. Авторка поетичної збірки «Свобода не приходить ненароком», повісті «Звір» та чотирьох томів «Соло надірваних струн».